# Heimdall (Marvel)
Heimdall is een personage uit de strips van Marvel Comics. Hij verscheen voor het eerst in Journey into Mystery #85 (oktober 1962) en werd bedacht door Stan Lee, Larry Lieber en Jack Kirby. Heimdall is gebaseerd op de Noordse god Heimdall.

## Biografie
De Asgardian Heimdall werd geboren met de krachten alles en iedereen te horen en te zien. Hij werd hierdoor door Odin uitgekozen om de Regenboog Brug Bifrost voor eeuwig te bewaken. Toen hij deze baan aangeboden kreeg leerde hij eerst verschillende soorten vechtsoorten beheersen. Hierna begon hij met het beschermen van Asgard en de Bifrost.

## In andere media

### Marvel Cinematic Universe
Sinds 2011 verscheen dit personage in het Marvel Cinematic Universe en werd vertolkt door Idris Elba. Heimdall was een alziende en alleshorende Asgardiaan en de voormalige bewaker van de Bifröstbrug. Hij kon bijna alles zien en horen wat er in de Negen Rijken gebeurde. Tijdens de avonturen van Thor blijft Heimdall op zijn plaats bij de Bifröst terwijl de Warrior Three hun post verlaten en achter Thor aan gaan om hem op te halen. Toen Asgard werd aangevallen door de Donkere Elven, ontdekte Heimdall dat zijn krachten werden geblokkeerd door deze Elfen, hierbij hielp hij Thor wel en vocht tegen Malekith. Omdat Loki zich vermomde in zijn vader Odin (de leider van Asgard) werd Loki zelf de leider en ontsloeg Heimdall van zijn positie als bewaker van de Bifröst. Toen Hela de macht over Asgard overnam, verstopte Heimdall zich samen met de meeste Asgardische burgers voor Hela. Met de hulp van Thor, evacueerde hij de Agardische burgers uit Asgard net voor de Ragnarok. Vervolgens vergezelde hij de nieuwe koning Thor tijdens hun reis naar de aarde. Onderweg naar de Aarde werd het schip van de Asgardische burgers aangevallen door de Black Order, die de helft van alle levende wezens vermoorde. Met een laatste stukje duistere magie kon Heimdall toegang krijgen tot de Bifröst om de Hulk naar de aarde te teleporteren, hierna werd hij als straf gedood door Thanos. Hierbij beland hij Walhalla, de hemel van de Noordse goden, waar hij onder andere Jane Foster verwelkomt. Heimdall is te zien in de volgende films:
- Thor (2011)
- Thor: The Dark World (2013)
- Avengers: Age of Ultron (2015) (in een visioen)
- Thor: Ragnarok (2017)
- Avengers: Infinity War (2018)
- Thor: Love and Thunder (2022) (post-credit scene)
- What If...? (2023) (stem) (Disney+)

### Televisieseries
Heimdall kwam in 2009 voor in The Super Hero Squad Show waarin hij een rol speelt. Later komt hij voor in The Avengers: Earth's Mightiest Heroes (2010) waarbij zijn Nederlandse stem wordt ingesproken door Sander de Heer. Later werd Heimdall in Avengers Assemble, Hulk and the Agents of S.M.A.S.H. en Guardians of the Galaxy ingesproken door Murth Mossel.

### Computerspelen
Heimdall komt voor in de volgende computerspelen:
- Marvel: Ultimate Alliance (2006)
- Marvel Super Hero Squad: The Video Game (2009)
- Thor: God of Thunder (2011)
- Marvel Heroes (2013)
- LEGO Marvel Super Heroes (2013)
- Thor: The Dark World (IOS) (2013)
- LEGO Avengers (2016)